# سيف الحبشي
https://www.ather7althafh.com/162841/%D9%85%D9%86-%D9%87%D9%88-%D8%A7%D9%84%D9%84%D8%A7%D8%B9%D8%A8-%D8%A7%D9%84%D8%B9%D9%85%D8%A7%D9%86%D9%8A-%D8%B3%D9%8A%D9%81-%D8%A7%D9%84%D8%AD%D8%A8%D8%B3%D9%8A-%D9%88%D9%83%D9%85-%D8%B9%D9%85%D8%B1%D9%87-%D9%88%D9%85%D8%A7-%D9%87%D9%8A-%D8%AF%D9%8A%D8%A7%D9%86%D8%AA%D9%87

## كأس الخليج

### كأس الخليج 1992
سجل هدف في مرمى منتخب الكويت لكرة القدم.

### كأس الخليج 1994
سجل هدف في مرمى منتخب البحرين لكرة القدم.

### كأس الخليج 1996
سجل هدف في مرمى منتخب البحرين لكرة القدم.